# VI milenio a. C.
El VI milenio a. C. comenzó el 1 de enero de 6000 a. C. y terminó el 31 de diciembre de 5001 a. C. Comprende los siglosː LX (60) al LI (51) a. C. 
Durante el VI milenio a. C., la agricultura se extendió desde los Balcanes hasta Italia y la Europa del Este, y desde Mesopotamia hasta Egipto. La población mundial alcanzó los 5 millones de habitantes.[cita requerida]

## Acontecimientos

### 6000 a.C.
- Al pie de los montes Zagros se realizan las primeras irrigaciones.
- Aparece el telar de pesos en Europa.[1]
- De esta época datan los yacimientos con pinturas rupestres de Jinmium (Australia) que representan la serpiente arco iris, una muestra de la tradición artística religiosa más antigua de esta isla continente.[1]
- En Baluchistán (Pakistán) alcanza su máximo desarrollo el primer periodo de la cultura de Mehrgarh.
- En Çatalhöyük, primera alfarería y tejidos de lana conocidos.
- En Corea se desarrolla la edad Neolítica.
- En el Medio Oriente se desarrolla la ganadería.
- En el noreste de la actual Siria comienza la cultura halafiense.
- En el valle del Nilo (Egipto), en la India y en el sur de Europa aparece la agricultura: los humanos empiezan a desarrollar las primeras granjas estables del mundo.
- En el yacimiento de Lepenki Vir, en Serbia, constituido por una aldea pesquea, se encontraron grandes calizas talladas con rostros humanos y bocas de pez. Estas piedras serían las primeras muestras de esculturas monumentales.[1]
- En la caverna de Svarthola, Rogaland (Noruega), unas 25 personas dejan las primeras trazas de ocupación.
- En la zona del Creciente fértil empieza a manifestarse la Edad del Cobre.
- En Lepenski Vir, a orillas del río Danubio, se empiezan a desarrollar las primeras aldeas campesinas de Europa.[2]
- En Mesopotamia se inventa la rueda, el arado y el trillo.
- En varias regiones de Asia, como Tailandia, se desarrolla el cultivo del arroz.

### 5900 a.C.
- A orillas del río Danubio se desarrolla la cultura vincha
- En la quebrada de Tiliviche (norte de Chile) se cultiva el maíz.

### 5800 a.C.
- 5760 a. C.: en Francia, el volcán Puy de Dôme entra en erupción.

### 5600 a.C.
- La depresión del mar Negro se inunda con agua proveniente del mar Egeo. Según una hipótesis que trata de explicar mediante esta inundación el diluvio universal presentado en la Biblia, en esta época habría vivido el patriarca Noé.
- En el noroeste de África comienza la desertificación extrema del Sahara, dando lugar a migraciones masivas hacia el valle del Nilo, en el noreste de África.
- En Mesopotamia aparece la cultura Hassuna-Samarra.

### 5509-5500 a.C.
- 1 de septiembre del 5509 a. C.: día de la creación del mundo (según el Imperio bizantino) y comienzo de su calendario [1]
- Cultivo del algodón en el norte de Pakistán.[1]
- En Europa se empieza a desarrollar el Neolítico cardial, con cerámicas impresas.[3]
- En Mehrgarh (al sur de Asia) se desarrolla la cerámica. Inicio del Segundo Periodo de esta cultura.
- Se inventa, en la región de Mesopotamia, situada entre los ríos Tigris y Éufrates, el sistema de riego para los cultivos: se pueden cultivar los ricos suelos y lograr una cosecha anual.[1]

### 5450-5400 a.C.
- 5450 a. C.: El volcán Hekla entra en erupción
- Acaba la prosperidad de Çatalhöyük, la ciudad más extensa de la época.
- En América del Sur son domesticadas las llamas y las alpacas, por su piel y carne y como animales de carga; los conejillos de Indias se crían por su carne. En Mesoamérica se desarrolla la cría del pavo.[1]
- En Mesopotamia se inician trabajos de irrigación.

### 5200 a.C.
- En Malta llegan en bote los primeros habitantes.
- En el río Amarillo (China) se empiezan a domesticar pollos.
- 5200 al 3400 a. C.: en el valle de Tehuacán surgen los primeros cultivos: calabaza, pimiento, maíz y frijoles. La caza deja de ser preponderante.

### 5100 a.C.
- En el sur de Mesopotamia se construyen templos.

### 5000 al 4000a.C.
- Colonización de la llanura aluvial mesopotámica por grupos que practican el regadío.
- En el valle del río Nilo (Egipto), grupos nómadas se agrupan en tribus y, posteriormente, en aldeas creando asentamientos agrícolas.
- En la costa peruanochilena ―desde Ilo (Perú) hasta Antofagasta (Chile)― se desarrolla la cultura chinchorro. Sus momias son las más antiguas del mundo. Desapareció hacia el 2000 a. C.